# Diocesi dell'Alto Solimões
La diocesi dell'Alto Solimões (in latino Dioecesis Solimões Superioris) è una sede della Chiesa cattolica in Brasile suffraganea dell'arcidiocesi di Manaus. Nel 2022 contava 125.472 battezzati su 224.094 abitanti. È retta dal vescovo Adolfo Zon Pereira, S.X.

## Territorio
La diocesi comprende la microregione dell'Alto Solimões, nella parte occidentale dello stato brasiliano di Amazonas.
Sede vescovile è la città di Tabatinga, dove si trova la cattedrale dei Santi Angeli Custodi. A São Paulo de Olivença sorge la concattedrale di San Paolo apostolo.
Il territorio si estende su 131.613 km² ed è suddiviso in 8 parrocchie.

## Storia
La prefettura apostolica dell'Alto Solimões fu eretta il 23 maggio 1910 con il decreto Cum ex nimia della Congregazione Concistoriale, ricavandone il territorio dalla diocesi di Amazonas (oggi arcidiocesi di Manaus).
L'11 agosto 1950 la prefettura apostolica fu elevata al rango di prelatura territoriale, suffraganea dell'arcidiocesi di Belém do Pará, con la bolla Laeto accepimus di papa Pio XII, con sede nella città di São Paulo de Olivença.
Il 14 agosto 1991 la prelatura territoriale è stata elevata a diocesi con la bolla Constat praelaturam di papa Giovanni Paolo II. Contestualmente la sede vescovile è stata trasferita nella città di Tabatinga e la nuova diocesi resa suffraganea dell'arcidiocesi di Manaus.

## Cronotassi dei vescovi
Si omettono i periodi di sede vacante non superiori ai 2 anni o non storicamente accertati.
- Evangelista Galea da Cefalonia, O.F.M.Cap. † (6 settembre 1910 - 31 gennaio 1938 deceduto)
- Tommaso da Marcellano, O.F.M.Cap. † (18 novembre 1938 - 1945 deceduto)
- Venceslao Nazzareno Ponti, O.F.M.Cap. † (8 novembre 1946 - 29 giugno 1952 deceduto)
  - Sede vacante (1952-1955)
- Cesario Alessandro Minali, O.F.M.Cap. † (1º marzo 1955 - 9 aprile 1958 nominato prelato di Carolina)
  - Sede vacante (1958-1961)
- Adalberto Domenico Marzi, O.F.M.Cap. † (4 febbraio 1961 - 12 settembre 1990 ritirato)
- Evangelista Alcimar Caldas Magalhães, O.F.M.Cap. † (12 settembre 1990 - 20 maggio 2015 ritirato)
- Adolfo Zon Pereira, S.X., succeduto il 20 maggio 2015

## Statistiche
La diocesi nel 2022 su una popolazione di 224.094 persone contava 125.472 battezzati, corrispondenti al 56,0% del totale.
| anno | popolazione | popolazione | popolazione | presbiteri | presbiteri | presbiteri | presbiteri                | diaconi | religiosi | religiosi | parrocchie |
| anno | battezzati  | totale      | %           | numero     | secolari   | regolari   | battezzati per presbitero | diaconi | uomini    | donne     | parrocchie |
| ---- | ----------- | ----------- | ----------- | ---------- | ---------- | ---------- | ------------------------- | ------- | --------- | --------- | ---------- |
| 1950 | 22.907      | 28.000      | 81,8        | 16         |            | 16         | 1.431                     |         | 16        | 11        | 3          |
| 1963 | 38.000      | 46.000      | 82,6        | 13         |            | 13         | 2.923                     |         |           | 12        | 5          |
| 1976 | 46.401      | 49.521      | 93,7        | 12         |            | 12         | 3.866                     |         | 14        | 8         | 8          |
| 1980 | 45.800      | 55.000      | 83,3        | 11         | 1          | 10         | 4.163                     |         | 11        | 8         | 8          |
| 1990 | 70.000      | 105.000     | 66,7        | 11         | 3          | 8          | 6.363                     |         | 15        | 22        | 8          |
| 1999 | 97.000      | 145.000     | 66,9        | 14         | 5          | 9          | 6.928                     |         | 17        | 15        | 8          |
| 2000 | 99.000      | 160.000     | 61,9        | 14         | 5          | 9          | 7.071                     |         | 19        | 15        | 8          |
| 2001 | 99.000      | 163.000     | 60,7        | 14         | 5          | 9          | 7.071                     |         | 19        | 15        | 8          |
| 2002 | 99.000      | 165.000     | 60,0        | 14         | 5          | 9          | 7.071                     |         | 19        | 15        | 8          |
| 2003 | 98.000      | 169.000     | 58,0        | 13         | 5          | 8          | 7.538                     | 1       | 20        | 14        | 8          |
| 2004 | 98.000      | 169.000     | 58,0        | 13         | 5          | 8          | 7.538                     | 2       | 20        | 14        | 8          |
| 2006 | 99.300      | 130.240     | 76,2        | 13         | 6          | 7          | 7.638                     |         | 19        | 14        | 8          |
| 2012 | 124.900     | 184.700     | 67,6        | 14         | 4          | 10         | 8.921                     |         | 19        | 14        | 8          |
| 2015 | 127.500     | 188.600     | 67,6        | 19         | 8          | 11         | 6.710                     |         | 18        | 27        | 8          |
| 2018 | 122.280     | 215.162     | 56,8        | 24         | 7          | 17         | 5.095                     |         | 29        | 27        | 8          |
| 2020 | 105.420     | 219.941     | 47,9        | 16         | 10         | 6          | 6.588                     |         | 13        | 27        | 8          |
| 2022 | 125.472     | 224.094     | 56,0        | 20         | 9          | 11         | 6.273                     |         | 19        | 25        | 8          |